# 方集镇 (阜南县)
方集鎮，是中华人民共和国安徽省阜阳市阜南县下轄的一個鄉鎮級行政單位。

## 行政區劃
方集鎮下轄以下地區：
方集社区、马街社区、范湾村、大张湾村、徐湾村、任岗村、马围孜村、徐大庄村和范庄村